# 紀元前492年
紀元前492年（きげんぜん492ねん）は、ローマ暦の年である。
当時は、「マケリヌスとアウグリヌスが共和政ローマ執政官に就任した年」として知られていた（もしくは、それほど使われてはいないが、ローマ建国紀元262年）。紀年法として西暦（キリスト紀元）がヨーロッパで広く普及した中世時代初期以降、この年は紀元前492年と表記されるのが一般的となった。

## 他の紀年法
- 干支 : 己酉
- 日本
  - 皇紀169年
  - 懿徳天皇19年
- 中国
  - 周 - 敬王28年
  - 魯 - 哀公3年
  - 斉 - 景公56年
  - 晋 - 定公20年
  - 秦 - 恵公9年
  - 楚 - 昭王24年
  - 宋 - 景公25年
  - 衛 - 出公元年
  - 陳 - 湣公10年
  - 蔡 - 昭侯27年
  - 曹 - 伯陽10年
  - 鄭 - 声公9年
  - 燕 - 孝公元年
  - 呉 - 夫差4年
- 朝鮮
  - 檀紀1842年
- ベトナム :
- 仏滅紀元 : 53年
- ユダヤ暦 : 3269年 - 3270年

## できごと

### ギリシア
- 義理の息子マルドニオスの指揮の下で、アケメネス朝ペルシアの王ダレイオス1世の最初のギリシア遠征（ペルシア戦争）が始まった。ダレイオス1世は、アテナイとエレトリアを攻撃する使命を与えて、マルドニオスにイオニアとアルタフェルネスのサトラップの座を引き継がせた。
- マルドニオスに率いられたペルシア軍は、トラキアとマケドニアを制圧し、占領した。
- マルドニオスは、アトス山沖の嵐で約300隻の船を失い、アテネとエリトリアの攻撃を中止せざるを得なかった。

### シチリア
- シチリアの植民地であるカマリナが反乱を起こした際、ジェーラの僭主ヒポクラテスが介在して、シュラクサイに対して戦争を起こさせた。ヘロロス川でシュラクサイの軍を破った後、彼は街を包囲した。しかし、コリントスの軍の介入を受け、カマリナの領有権と引き換えに撤退することとなった。

### 中国
- 斉の国夏と衛の石曼姑が軍を率いて戚を包囲した。
- 魯の桓宮と僖宮が火災に遭った。
- 宋の楽髠が曹を攻撃した。
- 晋の趙鞅が范氏と中行氏の拠る朝歌を包囲した。

## 死去
- 季孫斯 - 魯の重臣、季桓子